# Шаурс (сир)
Шау́рс (фр. Chaource) — французький сир, що походить з однойменного села в регіоні Шампань-Арденни, вироблений з коров'ячого молока.

## Історія
Сир Шаурс виробляли у однойменному селі ще за часів Середньовіччя. Відомий з XIV століття. Згідно з легендою, його почали виготовляти ченці з абатства Понтінья. Сир досі виробляють у селі Шаурс, як дрібні виробники, так і у промислових масштабах. 2009 року налічувалося 90 молочних ферм, в яких виготовляли Шаурс. Виробляють Шаурс виключно в суворо контрольованій зоні в департаментів Об і Йонна. 2007 року було вироблено 2446 тонн сиру Шаурс.

## Виробництво
Сир Шаурс сертифіковано як AOC в 1970 році, а з 21 січня 1977 року його виробництво повністю регулюють стандарти AOC.
Правила AOC стверджують, що:
- Зсідання молока повинне відбуватися природним шляхом і тривати не менше 12 годин.
- Дренаж сироватки повинен бути повільним і невимушеним.

Спочатку кальє розливають по формах з отворами в стінках і без дна. Через деякий час, коли сир почне тверднути, його виймають з форми і розкладають на дерев'яних полицях або на соломі в сухому погребі з контрольованою температурою для подальшого відділення сироватки. Іноді, для додання нового аромату, сир загортають в сухе листя платана. Шаурс виробляється із застосуванням аналогічного рецепту дозрівання, що і Брі, та триває, як правило, від двох до чотирьох тижнів.
Сир, зазвичай, їдять молодим, невдовзі після дозрівання. Ніжно-солоний Шаурс має легкий смак і характерну текстуру, що «плавитися в роті». Вміст жиру становить мінімум 50 %. Шаурс виробляють протягом усього року.
На сьогодні правила виробництва Шаурса дозволяють використовувати як пастеризоване, так і непастеризоване молоко.

## Опис

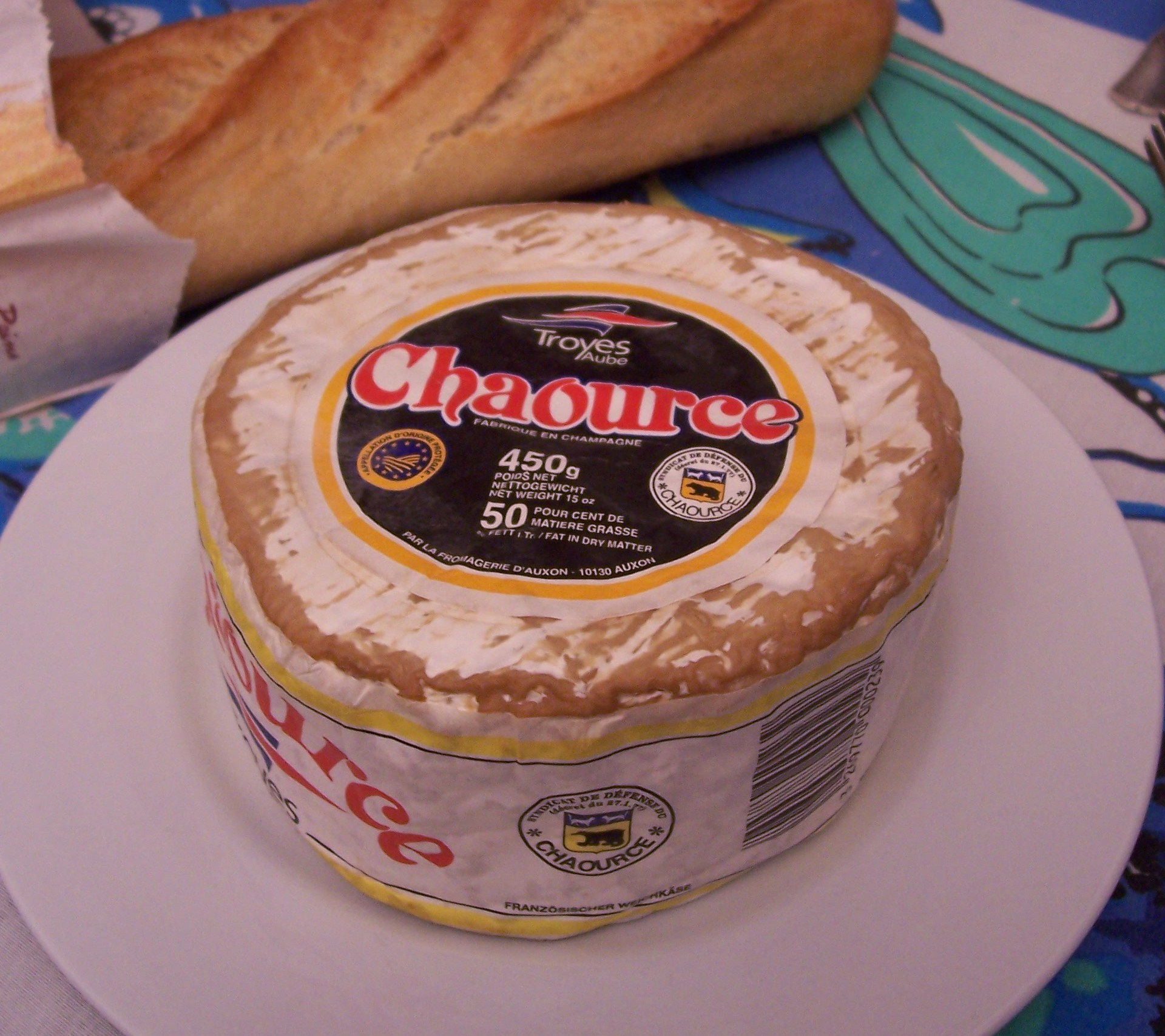
Сир Шаурс

Голівка сиру має циліндричну форму, діаметром близько 10 см і 6 см у висоту та вагу або 250 або 450 г. Сир має м'яку структуру, кремовий колір, і трохи розсипчастий, ззовні вкритий білою скоринкою, що утворена цвіллю Penicillium candidum. Сир має ніжний, злегка кислуватий смак з ароматом грибів та лісових горіхів.
Зазвичай Шаурс вживають перед десертом, а іноді нарізаним кубиками разом з аперитивом. Із сиром найкраще поєднуються бургундські вина Chablis blanc і Irancy.